# 暮云街道
暮云街道是中华人民共和国湖南省长沙市天心区下辖的一个街道办事处，地处长沙县、天心区、雨花区、岳麓区和湘潭市岳塘区、湘潭县六县区交汇处和长株潭城市群核心位置。地缘上，暮云镇南与湘潭市岳塘区昭山镇接壤，东连跳马乡，北与天心区大托镇、雨花区洞井镇交界，西隔湘江与与湘潭县九华乡、岳麓区坪塘镇相望，全镇总面积96平方公里，总人口48,732人（2000年人口普查）；辖11个行政村、2个社区；政府驻暮云社区（暮云市）。2013年12月26日，暮云镇分拆为暮云街道和南托街道，2015年1月14日由长沙县划入天心区。

## 历史
今暮云镇在1995年长沙地区撤区并乡镇之前属跳马区，撤区并乡镇后直属县政府。2004年村级区划调整，调整之前为19个村、2个社区，分别为高塘村、云塘村、月塘村、湖塘村、华兴村、栗山村、梨塘村、北塘村、南塘村、莲河村、杨桥村、三兴村、南托村、窑塘村、丰城村、兴马村、暮云村、黄金村、许桥村和栗塘村，暮云市和南托岭2个社区；区划调整后为8个村、2个社区。2015年，暮云街道设3个社区和5个村。

## 区划
暮云街道下辖以下地区：
暮云社区、云塘社区、华月湖社区、高云村、西湖村、莲华村、暮云新村和许兴村。